# تالوارا
تالوارا (به انگلیسی: Talwara) یک منطقهٔ مسکونی در هند است که در بخش هوشیارپور واقع شده‌است. تالوارا ۱۰ کیلومتر مربع مساحت و ۱۹٬۴۸۵ نفر جمعیت دارد و ۳۲۶ متر بالاتر از سطح دریا واقع شده‌است.